# Mummucina masculina
Espèce
Mummucina masculina est une espèce de solifuges de la famille des Mummuciidae.

## Distribution
Cette espèce est endémique du Pérou. Elle se rencontre vers Capachica.

## Publication originale
- Lawrence, 1954 : Some Solifugae in the collection of the British Museum (Natural History). Proceedings of the Zoological Society of London, vol. 124, no , p. 111-124.